# Pseudoacontias angelorum
Pseudoacontias angelorum är en ödleart som beskrevs av  Ronald Archie Nussbaum och RAXWORTHY 1995. Pseudoacontias angelorum ingår i släktet Pseudoacontias och familjen skinkar. IUCN kategoriserar arten globalt som starkt hotad. Inga underarter finns listade i Catalogue of Life.